# Venanzio Rauzzini
Venanzio Rauzzini (Camerino, 18 dicembre 1746 – Bath, 8 aprile 1810) è stato un cantante castrato e compositore italiano.

## Biografia
Fu allievo di Giuseppe Santarelli. Il 1º gennaio 1757, fu nominato socio accademico dell'Accademia di Santa Cecilia.
Nel 1764 è Arminda nella prima assoluta di Gli stravaganti e Rosina ne Il perruchiere di Niccolò Piccinni al Teatro Valle di Roma.
Il 1º gennaio 1765 è stato nominato socio dell'Accademia di Santa Cecilia e nello stesso anno è Clarice nella prima assoluta di Il finto astrologo di Piccinni al Valle. 
Nel 1766 al Valle è Sandrina nella prima assoluta di La contadina in corte e Belinda ne L'isola d'amore di Antonio Sacchini ed al Teatro Vendramin di Venezia il protagonista nella prima assoluta di Sesostri di Pietro Alessandro Guglielmi.
Dotato di una bellissima voce e di una tecnica perfetta, cantava da soprano e partecipò - nel ruolo di Cecilio - alla prima milanese del Lucio Silla di Mozart nonché all'esecuzione del mottetto Exsultate, jubilate che il compositore salisburghese scrisse espressamente per lui. Fu per lungo tempo attivo a Londra.
Oltre alla professione di cantante svolse anche quella di compositore. Infatti è autore di alcune opere e alcune sonate per violino e clavicembalo, strumento che egli stesso suonava con grande abilità.

## Opere liriche
- Piramo e Tisbe, libretto di Ranieri de' Calzabigi, (Londra, His Majesty's Theatre, 16 marzo 1775)
- L'ali d'amore, libretto di Carlo Francesco Badini (1776)
- L'eroe cinese, libretto di Pietro Metastasio (1782)
- Creusa in Delfo, libretto di Gaspare Martinelli (1783)
- Alina ossia La regina di Golconda, libretto di Antonio Andrei (1784)
- La vestale, libretto di Carlo Francesco Badini (1787)